# Abdorrasul Zarrin
 (octobre 2023).
 (février 2025).
Le contenu est difficilement compréhensible vu les erreurs de traduction, qui sont peut-être dues à l'utilisation d'un logiciel de traduction automatique.
Abd-ol-Rasoul Zarrin (en persan : عبدالرسول زرین ; 1941-1984) était un sniper d'élite iranien pendant la guerre Iran-Irak. Des sources iraniennes affirment qu'il a tué 2 000 soldats irakiens pendant la guerre,,,.
Selon le commandant du renseignement du bataillon Younis Diver de l'armée de l'imam Hussein, Seyyed Ahmad Mousavi, Zarrin a affirmé avoir abattu plus de 3 000 personnes, dont 1 769 avaient été confirmées. Le journal Jame Jam était d'accord sur ce chiffre.
Selon l'agence de presse iranienne, il était l'un des meilleurs snipers du monde,,,.

## Sa vie
Abdolrasoul Zarrin est né en 1941 dans le village de Qaleh Gol près de Dehdasht. À l'âge de 4 ans, il perd son père et à l'âge de 6 ans, il perd aussi sa mère. Son oncle l'a accepté comme beau-fils.
Quand il était adolescent, il a pu retrouver ses liens paternels à Ispahan et habiter chez eux pour son travail et sa vie. Abdul Rasool[Qui ?] a finalement réussi à ouvrir un magasin de vêtements près de la mosquée « Baba Ali Asgar » à Ispahan et à fonder une famille.
Zarrin s'est marié à Ispahan à l'âge de 20 ans et a eu 7 enfants. Il a construit une maison et un magasin près de la mosquée « Baba Ali Asgar » à Ispahan. À l'époque il travaillait comme vendeur des vêtements.
Il a été tué au cours de la deuxième phase de l'opération Kheiber.

## Titres
Hossein Kharrazi l'appelait bataillon à lui seul[pas clair], et les Irakiens l'appelaient le chasseur de Khomeini.
Il a reçu le grade honorifique de Brevet[Quoi ?] après sa mort.

## Film
Un film basé sur sa vie a été produit par la Fondation narrative du Fatah qui est intitulé Snipeur, produit par Ebrahim Asghari et réalisé par Ali Ghaffari, dans lequel Kambiz Dirbaz joue le rôle principal,.
Le film a participé au 39e Festival du film Fajr et il a reçu le Crystal Simorgh du « Meilleur film de vue national ».

## References
1. ↑  « خبرگزاری فارس | بهترین تک‌تیرانداز دنیا که بود؟/ رزمنده‌ای که شهید خرازی به او لقب گردان تک‌نفره داده بود », www.farsnews.ir (consulté le 1er octobre 2021)
2. ↑  (fa) « گردان تک نفره لقب کدام شهید بود؟ », روزنامه دنیای اقتصاد (consulté le 3 octobre 2021)
3. 1 2  (fa) YJC, « Familiarity with the world's top sniper; From battle to martyrdom », fa, 2019 (consulté le 1er octobre 2021)
4. 1 2  « سردار شهید عبدالرسول زرین/ روایتی مصور از گردان تک نفره », defapress.ir (consulté le 1er octobre 2021)
5. ↑  (fa) « Single Army; A sniper who shot 2,000 Ba'athists » [archive du 22 juin 2020], Tasnim News Agency | Tasnim (consulté le 1er octobre 2021)
6. ↑  « Magiran | روزنامه جام جم (1400/07/04): گردان واقعا تک نفره », www.magiran.com (consulté le 3 octobre 2021)
7. 1 2  (fa) IRIB NEWS AGENCY, « The best sniper in the world », fa, 2020 (consulté le 1er octobre 2021)
8. ↑  (fa) « Who was the best sniper in the world? » [archive du 24 octobre 2020], Khabar Online,‎ 23 septembre 2020 (consulté le 1er octobre 2021)
9. ↑  (fa) « «تک تیرانداز» روایتی از یک گردان تک نفره + تیزر » [archive du 1er octobre 2021], ILNA News Agency (consulté le 1er octobre 2021)
10. 1 2  « رادیوی عراق اعلام کرد "شکارچی خمینی" را زدیم/ اسطوره‌های "گمنام"دوران دفاع مقدس را چقدر می‌شناسیم؟ », defapress.ir (consulté le 1er octobre 2021)
11. ↑  « عکس | کامبیز دیرباز در نقش شهید زرین؛ برترین تک‌تیرانداز تاریخ معاصر - همشهری آنلاین », www.hamshahrionline.ir (consulté le 1er octobre 2021)
12. ↑  « «شکار شکارچی» به «تک تیرانداز» تغییر نام داد », snn.ir (consulté le 1er octobre 2021)
13. ↑  (fa) « "یَدو» بهترین فیلم «فجر ۳۹» شد/ سیمرغ تماشاگران برای «ابلق" », خبرگزاری مهر | اخبار ایران و جهان | Mehr News Agency,‎ 10 février 2021 (consulté le 1er octobre 2021)